# Ehrenliga Saarland
L'Ehrenliga Saarland era il massimo livello del campionato di calcio del Protettorato della Saar.

## Storia
L'Ehrenliga Saarland si giocò per la prima volta nella stagione 1947-1948, non si trattava di un campionato statale ma di un girone dalla Oberliga Südwest; solo a partire dalla stagione successiva, con la nascita della SFB (la Federazione calcistica della Saar), venne organizzato un campionato statale saarlandese. Il torneo si svolgeva secondo un girone all'italiana e vi partecipavano 14 squadre, ovvero le più importanti società della Saarland ad eccezione del Saarbrücken che decise di concorrere nel campionato francese iscrivendosi alla Division 2. Tuttavia dopo la stagione 1948-1949 il Saarbrücken ritirò la propria iscrizione al campionato francese e decise di organizzare un proprio torneo: l'Internationaler Saarlandpokal.
L'Ehrenliga Saarland è esistita solo tre stagioni (dalla 1948-1949 alla 1950-1951), in quanto, a partire dalla stagione 1951-1952, il campionato venne riassorbito all'interno del campionato tedesco occidentale con il nome di Amateurliga Saarland, i club saarlandesi quindi tornarono a partecipare alle competizioni tedesche occidentali anche se patrocinati dalla SFB, ciò non impedendo di iscriversi autonomamente alla prima edizione della coppa dei Campioni.
Nel 1956 la Saarland tornò ad essere uno dei land della Germania, e la SFB (che nel frattempo venne rinominata SFV) venne assorbita all'interno della DFB come federazione regionale, di conseguenza la Nazionale saarlandese scomparve ed i club saarlandesi tornarono ad essere patrocinati dalla DFB.

## Albo d'oro
- 1948-1949  Borussia Neunkirchen
- 1949-1950  Sportfreunde 05 Saarbrücken
- 1950-1951  Saarbrücken II[2]